# 维塔利集合
维塔利集合是一个勒贝格不可测的集合的例子，以朱塞佩·维塔利命名。维塔利定理就是关于这种集合存在與否的存在性定理，它是一个非构造性的结果。维塔利集合有无穷多个，它们的存在性是在选择公理的假设下证明的。

## 不可测集的重要性
有些集合有确定的“长度”或“质量”。例如，区间[0, 1]具有长度1；更一般地，区间[a, b]，其中a ≤ b，具有长度b − a。如果我们把这种区间视为金属棒，则它们有确定的质量。如果[0, 1]的棒重1千克，则[3, 9]的棒重6千克。集合[0, 1] ∪ [2, 3]是由两个长度为一的区间所组成，因此总长度为2。用质量来表示，就是两个质量为1的棒，因此总质量为2。
这里有一个很自然的问题：如果E是实数轴的任意一个子集，它有没有“质量”或“长度”？作为一个例子，我们可能要问，有理数集的质量是什么。它们在实数轴上十分均匀地分布，因此我们就可能要猜想，有理数集就是没有质量的。
解决方法是使用测度论。在这个背景下，勒贝格测度把质量b − a分配于区间[a, b]，而把质量0分配于有理数集。任何一个有确定质量的集合都称为“可测”的。从勒贝格测度的构造（例如，使用外测度），仍然不能明显看出有没有不可测的集合。

## 构造和证明
如果x和y是两个实数，且x − y为有理数，则我们记x ~ y，并称x和y为等价的；~是一个等价关系。对于每一个x，都存在R的一个子集[x] = {y ∈ R : x ~ y}，称为x的等价类。这些等价类的集合划分了R。根据选择公理，我们可以选择一个集合{\displaystyle V\subset [0,1]}，在每一个等价类中都正好含有一个代表（也就是说，对于任何等价类[x]，集合V ∩ [x]是单元素集合）。我们称V为维塔利集合。
维塔利集合是不可测的。为了证明这个命题，我们假设V是可测的。从这个假设，我们将证明一个荒唐的结论：就是a + a + a + ……（无穷多个相同的数的和）是位于1和3之间的。由于得到了这个荒唐的结论，问题就一定出在未证明的假设（V是可测的）了。
首先，我们设q1，q2，……为区间[−1, 1]内的有理数的列举（有理数集是可数的）。从V的构造中，注意集合{\displaystyle V_{k}=\{v+q_{k}:v\in V\}}，k = 1，2，……是两两不交的，并进一步注意到{\displaystyle [0,1]\subseteq \bigcup _{k}V_{k}\subseteq [-1,2]}。（要证明第一个包含，考虑任何[0,1]内的实数x，并设v为V中等价类[x]的代表；那么对于某个[-1,1]内的有理数，便有x −v = q（例如q = ql），因此x位于Vl内。） 
从勒贝格可测集合的定义中，可以证明所有这类的集合都满足以下两个性质：
1. 测度是可数可加的，也就是说，如果{\displaystyle A_{i}}是最多可数个两两不交的集合，那么{\displaystyle \mu \left(\bigcup _{i=1}^{\infty }A_{i}\right)=\sum _{i=1}^{\infty }\mu (A_{i})}。
2. 测度是平移不变的，也就是说，对于任何实数x，都有{\displaystyle \mu (A)=\mu (A+x)}。
现在考虑以上给出的并集的测度μ。因为μ是可数可加的，它一定也满足单调的性质；也就是说，如果A⊂B，则μ(A)≤μ(B)。因此，可知：
{\displaystyle 1\leq \mu \left(\bigcup _{k}V_{k}\right)\leq 3.}
根据可数可加性，我们有：
{\displaystyle \mu \left(\bigcup _{k}V_{k}\right)=\sum _{k=1}^{\infty }\mu (V_{k})}
这是因为Vk是两两不交的。由于平移不变性，可知对于每一个k = 1，2，……，μ(Vk) = μ(V)。把这个结果代入上式，可得：
{\displaystyle 1\leq \sum _{k=1}^{\infty }\mu (V_{k})=\sum _{k=1}^{\infty }\mu (V)\leq 3.}
它是可數无穷多个非负实常数的和。如果这个常数是零，则和也是零，因此肯定不会大于或等于一。如果这个常数大于零，则和为无穷大，特别地，它肯定不会小于或等于3。
这个结论是荒唐的，且由于平移不变性和可数可加性就是我们使用的一切，于是V便一定是不可测的。